# Utomhusdidaktik
Utomhusdidaktik handlar liksom didaktik om förmågan att undervisa och förmedla kunskap mellan människor fastän med fokus på lärande i utomhusmiljö.         

## Ursprung
Utomhusdidaktikens rötter och idétraditioner kan härledas ända från antikens dagar. Några av förgrundsgestalterna är Aristoteles (384-322 f.kr) och Jan Amos Comenius (1592-1670). Comenius menade att läraren skulle ge eleverna möjlighet att genom egna erfarenheter se samband och söka kunskap. Undervisningen skulle inte ske enbart med hjälp av läroböcker utan eleverna skulle t.ex. undervisas ute i naturen för att själva kunna upptäcka och systematisera verkligheten.

## Utveckling
Fransmannen Jean Jacques Rousseau (1712-1784) byggde vidare på Comenius antagande om hur undervisning skulle gå till. Rousseau förespråkade att barn så tidigt som möjligt skulle undervisas med en inriktning som byggde på aktivitet och vikten av att barnet skulle få möta verkligheten.
Lite drygt hundra år senare framträder andra mer moderna pedagoger. Av dessa kan särskilt nämnas John Dewey (1859-1952), Maria Montessori (1870-1952), Célestin Freinet (1896-1966) och G.H Mead (1863-1931). Den gemensamma kontaktytan dem emellan samt till dagens utomhusdidaktik består av att de, liksom Rousseau, poängterar vikten av att i undervisningen komma verkligheten nära. Tre särskilda och gemensamma beröringspunkter är: bruket av alla sinnen, en fantasi som är kreativ samt praktiskt kunskap.
Deweys tes learn by doing korrelerar med utomhusdidaktikens teoribildning liksom att handling och kunskap ska kombineras utifrån ett handlingsteoretiskt perspektiv. Dewey, liksom Mead, menade att lärande måste ses som en del i en helhet i samhället och som en social handling.  Montesori och Freinet betonade båda att kunskap skulle sökas genom upplevelser i naturen och med kulturen som källa.

## Definitioner

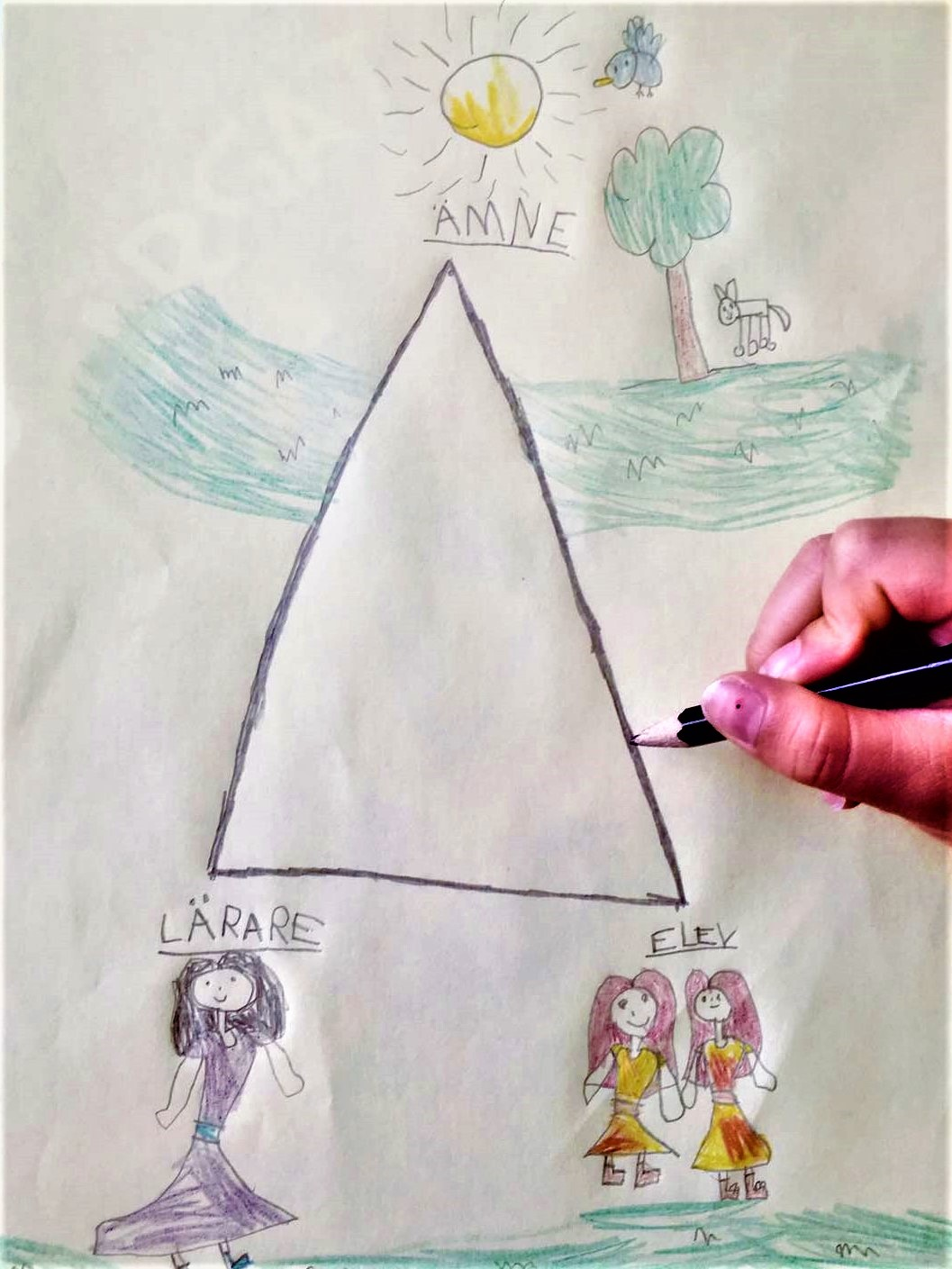
På förskolan är utomhusdidaktik vanligt förekommande. På bilden syns en teckning av den utomhusdidaktiska triangeln, som beskriver ett samband mellan lärare, elev och ämnet utomhuspedagogik.

### Utomhusdidaktik och utomhuspedagogik
Utomhusdidaktik betyder konsten att lära andra i utomhusmiljöer. De didaktiska grundfrågorna: var?, vad?, hur?, när? och varför? är giltiga både för didaktiken och utomhusdidaktiken. Frågorna är en del av en didaktisk teori som utvecklats och som i den praktiska undervisningen ger läraren en metod som hen kan arbeta utifrån. Frågorna kan besvara hur den som undervisar ska gå tillväga i vissa situationer vid undervisning i olika typer av utomhusmiljöer.
Ett av utomhusdidaktikens syften är ta avstånd från den dominerande fokuseringen på teoretisk kunskap i undervisningen. Meningen är att utomhusundervisningen ska möjliggöra rörelse, sinnliga upplevelser och mental stimulans genom intellektuellt tänkande. Därigenom görs utbildningen mer levande och stimulerande för eleverna.
Utomhusdidaktik måste särskiljas från utomhuspedagogik. Utomhuspedagogik betyder ett växelspel mellan upplevelse och reflexion som grundar sig på erfarenheter i verklighetstrogna situationer. I praktiken innebär detta att lärandets rum flyttas ut från klassrummet och att platsen i kultur- och naturlandskapet tillmäts betydelse, liksom samhällslivet. Forskare som studerar utomhuspedagogik distanserar sig från uppfattningen att det enda som skiljer den pedagogiken från mer traditionell pedagogik är rummet.

## Forskning
På senare år har forskning inom utomhusdidaktik bedrivits under en tid. Det är framförallt i Norge som mer omfattande studier har genomförts på undervisning i lågstadiet. I Danmark, liksom Sverige, är en del av undervisningen av barn i förskolan förlagd till utemiljöer. Traditionen att vara ute går i Danmark tillbaka till 1950-talet. Utländska studier, bland annat från Tyskland, har visat att utomhusdidaktik förbättrar elevers resultat i ett flertal ämnen.
I Sverige finns ett nationellt center för utomhuspedagogik (NCU), som har varit igång sedan 1993 och är förlagt till institutionen för kultur och kommunikation vid Linköpings universitet. På NCU forskas det kring vilka effekter aktiviteter i utomhusmiljöer får för inlärning. Empiriskt material från undersökningar som görs samlas in och utvärderas. Forskningen vid NCU syftar till att vara en resurs för studier inom didaktik inom ramen pedagogik utomhus. Forskare, lärarstudenter och verksamma lärare under fortbildning är några av de grupper som tar del och medverkar i dessa studier.

### Metod
Den didaktiska teorin är en undervisningsteori som ger en samlad bild då olika begrepp sätts samman. Den som undervisar måste distansera sig från, liksom närma sig sin undervisningsmiljö. Ett växelvis distanserande och närmande till den faktiska undervisningen möjliggör för lärare att skapa sig vidare kunskap om lärande som på detta sätt medvetandegörs. Metoden används av olika slags pedagoger.

### Analys
Det är fem grundfrågor som är av väsentligt för alla former av utomhuspedagogiskt arbete och som utgör den didaktiska forskningens svar på kunskap:      
1. Var sker kunskapandet och vilken innebörd har platsen för de som deltar?
2. Vad går det att flytta utomhus av det som deltagarna idag lär sig inomhus?
3. Hur genomförs undervisningen när klassrummet utvidgas bortom klassrummets väggar?
4. När är det möjligt och passande att förlägga undervisning utomhus respektive inomhus?
5. Varför är det meningsfullt att använda sig av utomhuspedagogik i undervisning och lek?[1]

## Inom utbildningsväsendet i Sverige
Utomhusdidaktik är en beprövad didaktisk metod som används olika mycket i skolans undervisning. Undervisningen kan ses ur ett  perspektiv där hela människan deltar med alla sinne. Miljön kan både vara landsbygd eller urban.
Trots att denna form av didaktik är på framväxt fortsätter det i litteratur som behandlar didaktik i skolan, att framföras kritik mot att stora delar av undervisningen saknar eller har för låg grad av verklighetsanknytning. Skolverket har därför i de senare läroplanerna för den obligatoriska undervisningen förordat en breddad syn på kunskap som där indelas i fyra nivåer: fakta, förståelse, färdighet och förtrogenhet.

### Utomhusdidaktik i svenska skolans läroplaner
Lpfö 98 och Lgr 11 är de läroplaner som berör det obligatoriska skolväsendet, förskoleklassen och fritidshemmet. Inte särskilt mycket i dessa planers innehåll berör direkt ett utomhusdidaktiskt förhållningssätt, utan det sägs i förskolans läroplan om dess värdegrund och uppdrag att: 
"Barnen ska kunna växla mellan olika aktiviteter under dagen. Verksamheten ska ge utrymme för barnens egna planer, fantasi och kreativitet i lek och lärande såväl inomhus som utomhus. Utomhusvistelsen bör ge möjlighet till lek och andra aktiviteter både i planerad miljö och i naturmiljö."
Det här är ett exempel på hur läroplanen knyter an till ett holistiskt lärandeperspektiv.

### Tillämpning inom förskola och grundskola
Några skolämnen där utomhusundervisning kan vara aktuella att genomföra beskrivs i det följande
Matematik - Elever och lärare använder konkreta föremål såsom stenar och pinnar. 
Samhällsorienterande ämnen - Elever får möta samhället i autentiska miljöer och får relatera till geografi, historia och samhällskunskap.
Språk - Utomhusmiljöer stimulerar skrivande, berättande och läsande. Det sker genom att flera sinnen blir engagerade i lärprocessen.
Idrott - Genom dans, lek och mer idrottsliga aktiviteter stimuleras spontanitet och elevers fysiska hälsa. Olika autentiska miljöer skapar en återkoppling till det som elever lärt sig i andra skolämnen och något som förstärker deras kunskaper.
Naturkunskap - Ämnet är naturligt att studera utomhus genom faktiska möten med naturen. Geologi, biologi och astronomi är ämnen som passar mycket väl för utforskande i autentiska utomhusmiljöer.

## Utomhusdidaktik utanför skolans värld

### Idrott
Inom idrottsvärlden förekommer en stor del av lärande utomhus. Fotboll, ridning, skidåkning och golf är några exempel på detta. Didaktiska förhållningssätt är givetvis en del av de här aktiviteterna inom olika idrotter.